# Climat de l'Aveyron
Le climat de l’Aveyron peut être divisé en trois zones : l'ouest qui a un climat océanique assez doux, le nord qui a un climat montagnard assez rude et le sud qui a un climat « méditerranéen » assez rude, car les froids y sont intenses en hiver, nonobstant la sécheresse estivale. Kessler, pour sa part affirme que « le département est pratiquement imperméable aux influences méditerranéennes. »

## Données climatiques

### Climat au sud, subméditerranéen
Le bassin de Camarès autour de Saint-Affrique est bien abrité et est relativement sec. À Saint-Affrique, le total pluviométrique donné par Dupias en 1969 n'était que de 704 mm avec un minimum bien marqué en été. Les précipitations pour la période 1951-1980 données par Kessler pour Saint-Affrique sont de 85 cm. À ce jour, les précipitations annuelles à Saint-Affrique seraient de 858,8 mm. Les 2 derniers chiffres sont cohérents.
La station de Millau (à la ferme de Soulobres) est située à 715 m d'altitude et il conviendrait d'ajouter 1,5 K en ce qui concerne les températures en fond de vallée (à 410 mètres). Les tableaux ci-dessous montrent que Millau a un mois sec (juillet) avec P < 2T suivant l'indice de Gaussen et donc techniquement, Millau a un climat subméditerranéen. À la station elle-même on a {\displaystyle P\approx 2T} en juillet, et le climat est alors marginalement subméditerranéen.

#### Moyennes contemporaines à Millau sur 30 ans
| Mois                                             | jan.          | fév.         | mars          | avril        | mai          | juin         | jui.         | août        | sep.         | oct.         | nov.         | déc.         | année      |
| ------------------------------------------------ | ------------- | ------------ | ------------- | ------------ | ------------ | ------------ | ------------ | ----------- | ------------ | ------------ | ------------ | ------------ | ---------- |
| Température minimale moyenne (°C)                | 0,2           | 0,4          | 2,6           | 4,7          | 8,6          | 11,9         | 14,3         | 14,1        | 11,1         | 8,3          | 3,6          | 1,1          | 6,8        |
| Température moyenne (°C)                         | 3,2           | 3,9          | 6,7           | 9,1          | 13,1         | 16,9         | 19,9         | 19,6        | 15,9         | 11,9         | 6,7          | 4            | 10,9       |
| Température maximale moyenne (°C)                | 6,1           | 7,3          | 10,8          | 13,5         | 17,7         | 21,9         | 25,5         | 25,1        | 20,7         | 15,5         | 9,7          | 6,9          | 15,1       |
| Record de froid (°C) date du record              | −17,5 16.1985 | −15 10.1986  | −12,9 06.1971 | −5,5 12.1986 | −1,3 06.1985 | 3 05.1969    | 6,3 04.1970  | 4,9 30.1986 | 1,6 21.1977  | −4,1 25.2003 | −8,1 28.1985 | −13 03.1973  | −17,5 1985 |
| Record de chaleur (°C) date du record            | 17,6 13.2007  | 22,9 27.2019 | 23,9 14.2012  | 27 09.2011   | 29,8 25.2017 | 36,8 28.2019 | 37,5 30.1983 | 38 12.2003  | 34,1 17.1987 | 28,9 02.2011 | 23,9 02.1981 | 19,1 18.1987 | 38 2003    |
| Ensoleillement (h)                               | 100,3         | 126,9        | 173           | 183,4        | 217,6        | 262,1        | 296          | 260,9       | 207,7        | 132,1        | 99,6         | 98,1         | 2 157,6    |
| Précipitations (mm)                              | 55,4          | 47,4         | 42,5          | 69,9         | 73,4         | 60,5         | 39,7         | 54,8        | 77,7         | 79,6         | 69,1         | 61,6         | 731,6      |
| dont nombre de jours avec précipitations ≥ 1 mm  | 8,7           | 7,7          | 8,1           | 9,6          | 8,8          | 6,8          | 4,7          | 6           | 6,8          | 9,1          | 9,4          | 8,8          | 94,5       |
| dont nombre de jours avec précipitations ≥ 5 mm  | 3,6           | 3,3          | 2,7           | 4,1          | 4,5          | 3,3          | 2,4          | 3,1         | 4,1          | 4,4          | 3,8          | 3,5          | 42,8       |
| dont nombre de jours avec précipitations ≥ 10 mm | 1,7           | 1,2          | 1,1           | 2,1          | 2,4          | 1,9          | 1,3          | 1,7         | 2,3          | 2,6          | 1,9          | 1,7          | 21,9       |

| Ville             | Ensoleillement · (h/an) | Pluie · (mm/an) | Neige · (j/an) | Orage · (j/an) | Brouillard · (j/an) |
| ----------------- | ----------------------- | --------------- | -------------- | -------------- | ------------------- |
| Médiane nationale | 1 852                   | 835             | 16             | 25             | 50                  |
| Millau            | 2157,6                  | 731,6           | 31             | 26             | 60                  |
| Paris             | 1 717                   | 634             | 13             | 20             | 26                  |
| Nice              | 2 760                   | 791             | 1              | 28             | 2                   |
| Strasbourg        | 1 747                   | 636             | 26             | 28             | 69                  |
| Brest             | 1 555                   | 1 230           | 6              | 12             | 78                  |
| Bordeaux          | 2 070                   | 987             | 3              | 32             | 78                  |

#### Données historiques à Millau pour la période 1951-1980
Les données sont extraites de l'ouvrage de Kessler La météo de la France.
Les données infra montrent que pendant la période précédente, le climat était nettement plus frais de 1,15 K. Il n'est pas clair si Millau avait à l'époque un climat subméditerranéen.
Les températures moyennes proviennent de l'ouvrage de Dupias ; elles ont été abaissées de −2 K.
| Mois                              | jan. | fév. | mars | avril | mai | juin | jui. | août | sep. | oct. | nov. | déc. | année |
| --------------------------------- | ---- | ---- | ---- | ----- | --- | ---- | ---- | ---- | ---- | ---- | ---- | ---- | ----- |
| Température minimale moyenne (°C) | −1   | 0    | 2    | 4     | 7   | 11   | 13   | 13   | 11   | 7    | 3    | 0    | 5,7   |
| Température moyenne (°C)          | 1,5  | 2,4  | 5,9  | 8,5   | 12  | 15,7 | 18,1 | 17,8 | 15   | 10,3 | 5,6  | 2,2  | 9,6   |
| Température maximale moyenne (°C) | 5    | 6    | 10   | 12    | 17  | 21   | 24   | 23   | 20   | 15   | 9    | 6    | 13,9  |
| Record de froid (°C)              | −13  | −13  | −13  | −4    | −1  | 3    | 6    | 6    | 2    | −3   | −8   | −13  | −13   |
| Record de chaleur (°C)            | 16   | 17   | 22   | 25    | 28  | 34   | 35   | 33   | 32   | 25   | 22   | 19   | 35    |
| Précipitations (mm)               | 60   | 50   | 60   | 60    | 70  | 50   | 40   | 60   | 70   | 70   | 60   | 80   | 730   |

| Diagramme climatique                                  |      |       |       |       |        |        |        |        |       |      |      |
| J                                                     | F    | M     | A     | M     | J      | J      | A      | S      | O     | N    | D    |
| 5−160                                                 | 6050 | 10260 | 12460 | 17770 | 211150 | 241340 | 231360 | 201170 | 15770 | 9360 | 6080 |
| Moyennes : • Temp. maxi et mini °C • Précipitation mm |      |       |       |       |        |        |        |        |       |      |      |

#### Températures moyennes données par Dupias
Les relevés sont plus anciens car le livre fut publié en 1969. Cependant la période au cours de laquelle les moyennes ont été établies est inconnue. En outre, on ne sait pas si les relevés semblent avoir été effectués en fond de vallée car l'altitude est dite de 410 mètres. Il y aurait donc un biais de 2 K par rapport à la ferme de Soulobres qui est à 715 mètres d'altitude. Les résultats de Dupias corrigés pour la ferme de Soulobres donnent une température moyenne de 9,6 °C qui est consistante avec la température moyenne estimée supra (9,8 °C).

#### Records climatiques
Établis selon les données de Météo-France à la station de Millau Soulobres, à partir de 1965.
| Température la plus basse        |                                 |
| Jour le plus froid               | 16 janvier 1985                 |
| Année la plus froide             | 1980                            |
| Température la plus élevée       | 37,5 °C                         |
| Jour le plus chaud               | 30 juillet 1983 et 16 août 1987 |
| Année la plus chaude             | 1997                            |
| Hauteur maximale de pluie en 24h | 115 mm                          |
| Hauteur maximale de neige en 24h | 1,50 mètre                      |
| Jour le plus pluvieux            | 26 septembre 1992               |
| Année la plus sèche              | 1967                            |
| Année la plus pluvieuse          | 1969                            |

### Climat à l'ouest, aquitain dégradé
La station de Rodez est située à 598 m d'altitude. Le climat est assez vif dû à l'altitude. On pourra supposer que plus à l'ouest, le climat est plus clément. Sur la période 1981-2010, les précipitations moyennes annuelles sont de 894,2 mm.

#### Moyennes contemporaines à Rodez sur 30 ans
| Mois                                             | jan.          | fév.          | mars          | avril        | mai          | juin         | jui.         | août         | sep.         | oct.         | nov.          | déc.          | année      |
| ------------------------------------------------ | ------------- | ------------- | ------------- | ------------ | ------------ | ------------ | ------------ | ------------ | ------------ | ------------ | ------------- | ------------- | ---------- |
| Température minimale moyenne (°C)                | −0,7          | −0,4          | 1,8           | 4,1          | 7,8          | 11           | 13,3         | 13,1         | 10           | 7,5          | 2,8           | 0,2           | 5,9        |
| Température moyenne (°C)                         | 3,1           | 3,8           | 6,6           | 9,1          | 13,1         | 16,6         | 19,4         | 19,2         | 15,6         | 11,9         | 6,6           | 3,9           | 10,8       |
| Température maximale moyenne (°C)                | 6,8           | 8,1           | 11,5          | 14,2         | 18,4         | 22,3         | 25,6         | 25,3         | 21,2         | 16,4         | 10,5          | 7,6           | 15,7       |
| Record de froid (°C) date du record              | −25,2 16.1985 | −16,1 05.2012 | −14,5 01.2005 | −5,5 21.1991 | −2,7 06.2019 | 1,3 05.2014  | 3 17.2000    | 3 30.1986    | −2 21.1977   | −6,1 25.2003 | −11,5 06.1980 | −13,2 03.1973 | −25,2 1985 |
| Record de chaleur (°C) date du record            | 17,8 29.2002  | 23,5 24.1990  | 25 26.1989    | 26,5 30.2005 | 31,6 31.1994 | 38,9 27.2019 | 38,8 30.1983 | 38,9 16.1987 | 34,4 18.1987 | 28,4 05.2009 | 25,8 05.1972  | 21 29.1983    | 38,9 2019  |
| Précipitations (mm)                              | 73,6          | 59,7          | 66,7          | 90,1         | 97,1         | 72,9         | 47,4         | 63,2         | 77           | 83,2         | 81            | 82,3          | 894,2      |
| dont nombre de jours avec précipitations ≥ 1 mm  | 11,3          | 9,1           | 10,3          | 10,7         | 11,2         | 8,6          | 6,1          | 7,4          | 7,7          | 10,5         | 11,1          | 10,9          | 115        |
| dont nombre de jours avec précipitations ≥ 5 mm  | 5,1           | 4,2           | 4,9           | 6            | 6            | 4,5          | 2,8          | 3,4          | 4            | 5,2          | 5,1           | 5,6           | 56,9       |
| dont nombre de jours avec précipitations ≥ 10 mm | 2             | 1,8           | 1,9           | 2,9          | 3,3          | 2,2          | 1,6          | 1,7          | 2,6          | 2,4          | 2,4           | 2,5           | 27,3       |

| Ville             | Ensoleillement · (h/an) | Pluie · (mm/an) | Neige · (j/an) | Orage · (j/an) | Brouillard · (j/an) |
| ----------------- | ----------------------- | --------------- | -------------- | -------------- | ------------------- |
| Médiane nationale | 1 852                   | 835             | 16             | 25             | 50                  |
| Rodez,            | 2 179                   | 770             | 11             | 22             | 22                  |
| Paris             | 1 717                   | 634             | 13             | 20             | 26                  |
| Nice              | 2 760                   | 791             | 1              | 28             | 2                   |
| Strasbourg        | 1 747                   | 636             | 26             | 28             | 69                  |
| Brest             | 1 555                   | 1 230           | 6              | 12             | 78                  |
| Bordeaux          | 2 070                   | 987             | 3              | 32             | 78                  |

#### Données historiques à Rodez pour la période 1951-1980
Les données sont extraites de l'ouvrage de Kessler La météo de la France.
Les données infra montrent que pendant la période précédente, le climat était nettement plus frais de 1,2 K. En outre le climat était nettement plus humide (+ 10% de pluie). Tschocke affirme quant à lui que le montant des précipitations sur Rodez a diminué de 14 % sur 40 ans. De nos jours, Rodez n'est pas loin d'avoir un climat subméditerranéen.
| Mois                              | jan. | fév. | mars | avril | mai | juin | jui. | août | sep. | oct. | nov. | déc. | année |
| --------------------------------- | ---- | ---- | ---- | ----- | --- | ---- | ---- | ---- | ---- | ---- | ---- | ---- | ----- |
| Température minimale moyenne (°C) | 0    | 1    | 1    | 3     | 6   | 9    | 11   | 12   | 9    | 6    | 1    | 0    | 4,9   |
| Température maximale moyenne (°C) | 6    | 8    | 10   | 13    | 17  | 20   | 23   | 23   | 20   | 15   | 10   | 8    | 14,3  |
| Précipitations (mm)               | 90   | 80   | 80   | 80    | 100 | 80   | 60   | 80   | 70   | 80   | 70   | 80   | 980   |

| Diagramme climatique                                  |      |       |       |        |       |        |        |       |       |       |      |
| J                                                     | F    | M     | A     | M      | J     | J      | A      | S     | O     | N     | D    |
| 6090                                                  | 8180 | 10180 | 13380 | 176100 | 20980 | 231160 | 231280 | 20970 | 15680 | 10170 | 8080 |
| Moyennes : • Temp. maxi et mini °C • Précipitation mm |      |       |       |        |       |        |        |       |       |       |      |

### Climat au nord, montagnard

#### Données historiques pour la période 1951-1980
Les données de Laguiole pour la période 1951-1980 sont extraites de l'ouvrage de Kessler La météo de la France. Aucune donnée officielle plus récente n'est disponible. Le village est situé sur le plateau de l'Aubrac à 1 020 m d'altitude.
| Mois                              | jan. | fév. | mars | avril | mai | juin | jui. | août | sep. | oct. | nov. | déc. | année |
| --------------------------------- | ---- | ---- | ---- | ----- | --- | ---- | ---- | ---- | ---- | ---- | ---- | ---- | ----- |
| Température minimale moyenne (°C) | −1   | −1   | −1   | 2     | 6   | 9    | 12   | 11   | 8    | 5    | 1    | 0    | 4,3   |
| Température maximale moyenne (°C) | 4    | 5    | 6    | 9     | 14  | 17   | 21   | 21   | 18   | 13   | 7    | 5    | 11,7  |
| Précipitations (mm)               | 130  | 120  | 110  | 90    | 130 | 100  | 80   | 120  | 120  | 100  | 130  | 160  | 1 390 |

| Diagramme climatique                                  |        |        |      |        |        |        |         |        |        |       |       |
| J                                                     | F      | M      | A    | M      | J      | J      | A       | S      | O      | N     | D     |
| 4−1130                                                | 5−1120 | 6−1110 | 9290 | 146130 | 179100 | 211280 | 2111120 | 188120 | 135100 | 71130 | 50160 |
| Moyennes : • Temp. maxi et mini °C • Précipitation mm |        |        |      |        |        |        |         |        |        |       |       |

## Végétation
Le département proprement dit a une végétation qui s'étage depuis l'étage subméditerranéen avec quelques rares chênes-verts jusqu'à l'étage montagnard où prédomine le hêtre. On pourra diviser les étages comme suit :
- L'étage subméditerranéen où prédomine le chêne pubescent ;
- L'étage méditerranéen montagnard où prédomine le pin sylvestre et le chêne pubescent. Ce type de végétation se retrouve sur les Causses ;
- L'étage collinéen qui est le pendant de l'étage méditerranéen montagnard sur terrain siliceux. C'est le domaine du chêne sessile ;
- L'étage montagnard qui est le domaine du hêtre et des pelouses d'altitude.

### Étage subméditerranéen
Le chêne vert se retrouve principalement au sud du Causse du Larzac en dehors du Rouergue dans la région de Lodève et dans les environs de Navacelles. Le bois de Broucuéjouls de 65 hm2 juste à l'ouest de Millau aux environs de Peyre est un bois de chênes-verts. La région bénéficie d'un effet d'espalier car située en contrebas du plateau du Lévézou. En amont, on retrouve des stations isolées de chênes verts dans les gorges du Tarn jusqu'à La Malène voire Prades (Lozère). Une station de Chênes kermès se trouve dans les gorges du Tarn à Peyrelade.
Le chêne pubescent se retrouve dans la région de Camarès qui bénéficie d'un climat subméditerranéen dégradé ainsi qu'à l'extrême NW du département dans la région de Villefranche-de-Rouergue dans le prolongement des Causses du Quercy. De nombreuses plantes subméditerranéennes subsistent dans ces régions.

### Étage méditerranéen montagnard
Cet étage de végétation est le pendant sur terrain calcaire de l'étage collinéen sur terrain siliceux le climat étant sensiblement le même. On le retrouve dans les Grands Causses et en particulier sur le Causse du Larzac. Les précipitations sont élevées et la « sécheresse » des lieux est juste due à la nature karstique du sol où l'eau s'infiltre profondément dans les failles du terrain calcaire. Les hivers y sont rudes. Cette étage est le domaine du chêne pubescent et du pin sylvestre.

### Étage collinéen
Cet étage de végétation se retrouve dans les régions non calcaires de moyenne altitude. Les précipitations y sont abondantes et le chêne sessile est l'arbre prédominant.

### Étage montagnard
Cet étage de végétation se retrouve sur le plateau de l'Aubrac d'altitude assez élevée et où la neige tient longtemps. Dans cette région, on retrouve le hêtre et les pelouses d'altitude. Des sapinières sont aussi présentes.

## Effets du réchauffement climatique
La pluviométrie devrait diminuer et la température moyenne s'élever. Par exemple à Rodez, la température annuelle moyenne devrait s'élever de 3,4 K entre 1970 et 2030 passant de 9,63 °C à 13,02 °C. Les précipitations annuelles ne seraient plus que de 771 mm. Ces extrapolations devraient donner à cette ville un climat subméditerranéen.